# Onobrychis meshhedensis
Onobrychis meshhedensis là một loài thực vật có hoa trong họ Đậu. Loài này được (Širj. & Rech.) Ranjbar mô tả khoa học đầu tiên năm 2009.